# Operação Greif
Operação Greif foi uma operação false flag feita por um grupo de comandos liderados por Otto Skorzeny da Waffen-SS nazista durante a Batalha das Ardenas na Segunda Guerra Mundial. A operação foi arquitetada pelo próprio Adolf Hitler e teve por objetivo capturar algumas pontes ao longo do rio Mosa. Alguns soldados alemães usando uniformes e veículos dos exércitos americano ou britânico deveria causar confusão atrás das linhas Aliadas. A operação acabou sendo um fracasso.